# Ayumi hamasaki 21st anniversary -POWER of A^3-
『ayumi hamasaki 21st anniversary -POWER ofA^3-』（アユミ・ハマサキ・トゥエンティ・ファースト・アニバーサリー・パワー・オブ・エーキューブ）は、浜崎あゆみが2019年4月6日・7日に行った単独ライブであり、2019年9月4日発売のDVD及びBlu-ray Discである。タイトルにある「A^3」の「A」はロゴ表記。

## 解説
映像作品としては前作『ayumi hamasaki ARENA TOUR 2016 A 〜M(A)DE IN JAPAN〜』以来、3年ぶりとなる。リリース直前の5月1日に元号が平成から令和へ変わったため、これが令和最初のフィジカル作品となった。
DVD・Blu-rayおよびmu-moショップ限定盤の合計4形態で販売された。このうち、mu-moショップ限定盤には、ディスクサイズに合わせてデザインされた「^3デザインバニティーポーチ」ケースが付属する。
本作はデビュー20周年の締めくくりとして、さいたまスーパーアリーナにて開催された2DAYSライブから、最終日である4月7日の公演を収録している。

## 曲目
1. Opening
2. Duty
3. Microphone
4. Let's Get Down
5. Startin'
6. STEP you
7. It's Showtime
8. Sparkle ～ Summer Love ～ Movin' on without you ～ NaNaNa ～ rollin' ～ Ladies Night ～ Sparkle
9. walking proud
10. part of Me
11. KAGOME
12. BRILLANTE
13. FLOWER
14. HEAVEN
15. SURREAL ～ evolution ～ SURREAL
16. Bold & Delicious
17. Born To Be...
18. You & Me ～ AUDIENCE ～ Boys & Girls
ここからアンコール。
19. Who...

## 参加ミュージシャン
| - 浜崎あゆみ：Vocal Chorus - 浅野ヨンエ - Timothy Wellard Strings - 多ヶ谷樹 - 加賀谷綾太郎 - 澤田昭子 - 山田那央 - 田中詩織 - 向井航 - 渡邉雅弦 - 伊藤美和子 - 大島純 - 小室義人 - Miyu Inoue - Reina Sasaki | Choir - 増村エミコ - 朝日美貴 - 高木美奈子 - 榊原暁 - 結城賢吾 - 林夏葵 和太鼓 - BONTEN - 小林政高 - 関美弥子 - 曽根一真 - 塚本高史 - 近藤れみ |